# Alain Goulem
Alain „Al“ Goulem (* 7. März 1966 in Montreal, Québec) ist ein kanadischer Schauspieler und Synchronsprecher. Seit Mitte der 1990er Jahre tritt er vor allem als Synchronsprecher für Videospiele in Erscheinung.

## Leben
Goulem wurde am 7. März 1966 in Montreal geboren. Er hat zwei Geschwister. Mit acht Jahren begann er, erste schauspielerische Erfahrungen zu sammeln. Er spielte in Bühnenstücken am Manitoba Theatre Center und spielte unter anderen eine Saison am The Stratford Shakespeare Festival. Er ist verheiratet und Vater von vier Kindern. Die Familie lebt in seiner Geburtsstadt Montreal.
1980 in Agency – Botschaft des Bösen debütierte Goulem als Nebendarsteller in einer Filmproduktion. In den nächsten Jahren folgten erst vermehrt Besetzungen in Kurzfilmen, später war er verstärkt in Fernsehfilmen zu sehen. 2002 spielte er in den Filmen Stille Nacht – Das Weihnachtswunder die Rolle des Sgt. Ralph Blank, in Swindle die Rolle des Curtis Locke und in Riders die Rolle des Pandelis. 2004 war er in Road Rage – Maßlose Wut in der Rolle des Stalker zu sehen. Zwischen 2010 und 2011 stellte er die Rolle des Phil Hill in 25 Episoden der Fernsehserie 18 to Life dar. 2013 stellte er in dem Fernseh-Zweiteiler CAT. 8 – Wenn die Erde verglüht… die Rolle des Präsidenten der Vereinigten Staaten Duncan dar. 2021 übernahm er unter anderen eine Rolle in The United States vs. Billie Holiday.
Er übernahm Sprechrollen in Zeichentrickserien wie Sissi, Landmaus und Stadtmaus auf Reisen, Bob Morane oder Codename: The Boy sowie in Videospielen wie Assassin’s Creed II, Deus Ex: Human Revolution – Director’s Cut, Outlast Whistleblower, Watch Dogs oder Deus Ex: Mankind Divided.

## Filmografie
- 1980: Agency – Botschaft des Bösen (Agency)
- 1985: One Step Away (Kurzfilm)
- 1985: Ein kurzes Leben lang (A Time to Live) (Fernsehfilm)
- 1987: Wednesday's Children: Robert (Kurzfilm)
- 1987: Wednesday's Children: Alex (Kurzfilm)
- 1992: Die Opfer von St. Vincent – Schrei nach Hilfe (The Boys of St. Vincent)
- 1992: Die Opfer von St. Vincent – 15 Jahre später (The Boys of St. Vincent: 15 Years Later)
- 1993: Romeo & Juliet (Fernsehfilm)
- 1995: Hiroshima (Fernsehfilm)
- 1996: The Drive
- 1997: Snowboard Academy
- 1997: Lassie (Fernsehserie, Episode 1x25)
- 1997: Indianersommer – Die Abenteuer des kleinen Indianerjungen Little Tree (The Education of Little Tree)
- 1997: Sauve qui peut! (Fernsehserie)
- 1997: Omertà II – La loi du silence (Mini-Serie, Episode 1x06)
- 1998: Captive – Ein kaltblütiger Plan (Captive)
- 1998: Spiel auf Zeit (Snake Eyes)
- 1998: False Pretense – Der Schein trügt (Dead End)
- 1998: Free Money
- 1998: The Ghosts of Dickens' Past
- 1999: 36 Stunden bis zum Tod (36 Hours to Die) (Fernsehfilm)
- 1999: Patty Duke – Lebendiger denn je (The Patty Duke Show: Still Rockin' in Brooklyn Heights) (Fernsehfilm)
- 1999: P.T. Barnum (Fernsehfilm)
- 2000: The Hunger (Fernsehserie, Episode 2x13)
- 2000: Stardom
- 2000: Nürnberg – Im Namen der Menschlichkeit (Nuremberg) (Fernsehserie, Episode 1x02)
- 2001: XChange
- 2001: Heart: The Marilyn Bell Story (Fernsehfilm)
- 2001: Varian’s War – Ein vergessener Held (Varian’s War) (Fernsehfilm)
- 2001: Sherlock Holmes – Skandal in Böhmen (The Royal Scandal) (Fernsehfilm)
- 2001: 29 Mai 1431... Le Matin (Kurzfilm)
- 2002: Looking for Leonard
- 2002: Swindle ($windle)
- 2002: Riders
- 2002: Agent of Influence (Fernsehfilm)
- 2002: Stille Nacht – Das Weihnachtswunder (Silent Night)
- 2002: Le dernier chapitre: La Suite (Mini-Serie, 6 Episoden)
- 2003: The Reagans (Fernsehfilm)
- 2004: Road Rage – Maßlose Wut (A Deadly Encounter) (Fernsehfilm)
- 2005: Choice: The Henry Morgentaler Story (Fernsehfilm)
- 2005: This Is Wonderland (Fernsehserie, Episode 3x04)
- 2005: Tripping the Wire: A Stephen Tree Mystery (Fernsehfilm)
- 2005–2006: The Tournament (Fernsehserie, 16 Episoden)
- 2005–2006: Le négociateur (Fernsehserie, 7 Episoden)
- 2006: Good Cop Bad Cop (Bon Cop, Bad Cop)
- 2006: Proof of Lies (Fernsehfilm)
- 2007: Dead Zone (Fernsehserie, Episode 6x08)
- 2007: 12 Ways to Say I'm Sorry (Kurzfilm)
- 2008: Sigh (Kurzfilm)
- 2008: 24 Hour Rental Pilot (Fernsehfilm)
- 2009: Reverse Angle (Fernsehfilm)
- 2009: Der Wächter des Hades (Hellhound) (Fernsehfilm)
- 2009: The Trotsky
- 2009: Das Phantom (The Phantom) (Mini-Serie, 2 Episoden)
- 2009: Cartoon Gene (Fernsehserie)
- 2010: The Kate Logan Affair
- 2010–2011: 18 to Life (Fernsehserie, 25 Episoden)
- 2011: Die Sehnsucht der Falter (The Moth Diaries)
- 2012: Cold Blood – Kein Ausweg. Keine Gnade. (Deadfall)
- 2012: Eddie
- 2013: CAT. 8 – Wenn die Erde verglüht… (CAT. 8) (Fernsehfilm)
- 2013: Louis Cyr
- 2014: Helix (Fernsehserie, 3 Episoden)
- 2014: Impostors (Fernsehserie, 3 Episoden)
- 2014: Being Human (Fernsehserie, Episode 4x13)
- 2014: Bauernopfer – Spiel der Könige (Pawn Sacrifice)
- 2015: Brooklyn – Eine Liebe zwischen zwei Welten (Brooklyn)
- 2015: Bad Hair Day (Fernsehfilm)
- 2015: Trigger Point (Fernsehfilm)
- 2015: Game On (Fernsehserie, Episode 1x35)
- 2015–2016: The Art of More – Tödliche Gier (The Art of More) (Fernsehserie, 5 Episoden)
- 2017: Song of Granite
- 2017: Saving Hope (Fernsehserie, Episode 5x13)
- 2017: Touched
- 2017: Frontier (Fernsehserie, Episode 2x01)
- 2018: Real Detective – Fälle, die man nie vergisst (The Detectives) (Fernsehserie, Episode 1x04)
- 2018: Die verlorene Tochter (Fernsehfilm)
- 2018: Der unverhoffte Charme des Geldes (La chute de l’empire américain)
- 2018: My Thesis Film: A Thesis Film by Erik Anderson
- 2018: Bad Blood (Fernsehserie, 4 Episoden)
- 2019: Blood & Treasure – Kleopatras Fluch (Blood & Treasure) (Fernsehserie, Episode 1x08)
- 2019: Killjoys (Fernsehserie, 3 Episoden)
- 2020: Transplant (Fernsehserie, Episode 1x07)
- 2021: They're Here (Kurzfilm)
- 2021: The United States vs. Billie Holiday
- 2021: Crisis
- 2021: One of a Kind Love (Fernsehfilm)
- 2021: In the Jam Jar (Kurzfilm)

## Synchronsprecher
- 1995: Jagged Alliance (Videospiel)
- 1997: Sissi (Zeichentrickserie)
- 1997–1999: Landmaus und Stadtmaus auf Reisen (The Country Mouse and the City Mouse Adventures) (Zeichentrickserie, 25 Episoden)
- 1998: Thunder Point (Fernsehfilm)
- 1998: Bob Morane (Zeichentrickserie, 26 Episoden)
- 2001: Wizardry 8 (Videospiel)
- 2002: Tom Clancy’s Splinter Cell (Videospiel)
- 2003: S2: Silent Storm (Videospiel)
- 2004: Rainbow Six 3: Black Arrow (Videospiel)
- 2004: Prince of Persia: Warrior Within (Videospiel)
- 2005: Tom Clancy’s Splinter Cell: Chaos Theory (Videospiel)
- 2005: Codename: The Boy (Zeichentrickserie, 10 Episoden)
- 2005: Far Cry Instincts (Videospiel)
- 2005: Prince of Persia: The Two Thrones (Videospiel)
- 2006: Arthur und die Minimoys (Arthur et les Minimoys) (Videospiel)
- 2006: Rainbow Six: Vegas (Videospiel)
- 2007: Beowulf: The Game (Videospiel)
- 2007: Tripping the Rift (Animationsserie, 13 Episoden)
- 2008: Rainbow Six: Vegas 2 (Videospiel)
- 2008: Fred's Head (Zeichentrickserie, 13 Episoden)
- 2008: Who Is KK Downey? (Erzähler)
- 2008: Suikoden Tierkreis (Videospiel)
- 2009: Der gestiefelte Kater – Die wahre Geschichte (La véritable histoire du Chat Botté) (Animationsfilm)
- 2009: Assassin’s Creed II (Videospiel)
- 2010: Tom Clancy’s Splinter Cell: Conviction (Videospiel)
- 2010: Higglety Pigglety Pop! or There Must Be More to Life (Animationskurzfilm)
- 2010: Erdferkel Arthur und seine Freunde (Arthur) (Zeichentrickserie, Episode 14x08)
- 2011: Supernatural: The Animation (Zeichentrickserie, 4 Episoden)
- 2011: Deus Ex: Human Revolution (Videospiel)
- 2012: I Am Alive (Videospiel)
- 2012: Assassin’s Creed III (Videospiel)
- 2012: Far Cry 3 (Videospiel)
- 2013: Assassin’s Creed III: The Tyranny of King Washington (Videospiel)
- 2013: Deus Ex: The Fall (Videospiel)
- 2013: Outlast (Videospiel)
- 2013: Assassin’s Creed IV: Black Flag(Videospiel)
- 2013: Deus Ex: Human Revolution – Director’s Cut (Videospiel)
- 2014: Thief (Videospiel)
- 2014: Outlast Whistleblower (Videospiel)
- 2014: Watch Dogs (Videospiel)
- 2014: Assassin’s Creed Unity (Videospiel)
- 2014: Assassin’s Creed Rogue (Videospiel)
- 2014: Far Cry 4 (Videospiel)
- 2016: Deus Ex: Mankind Divided (Videospiel)
- 2017: For Honor (Videospiel)
- 2017: Assassin’s Creed Origins (Videospiel)
- 2018: Far Cry 5 (Videospiel)
- 2019: Deadly Secrets (Fernsehserie, 5 Episoden, Erzähler)
- 2019: The Outer Worlds (Videospiel)
- 2021: Erdferkel Arthur und seine Freunde (Arthur) (Zeichentrickserie, Episode 24x01)